# 襟巻き

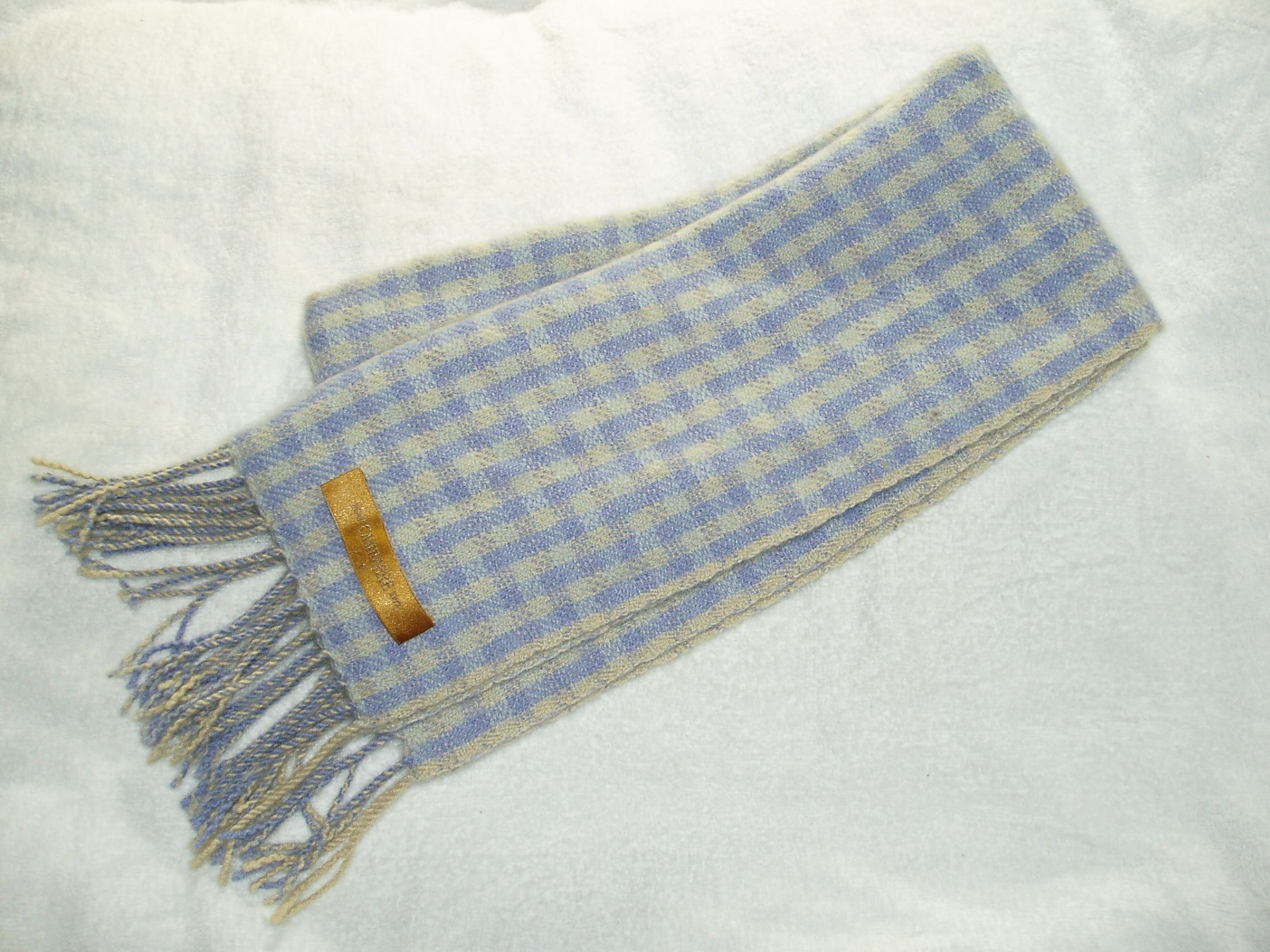
毛糸のマフラー

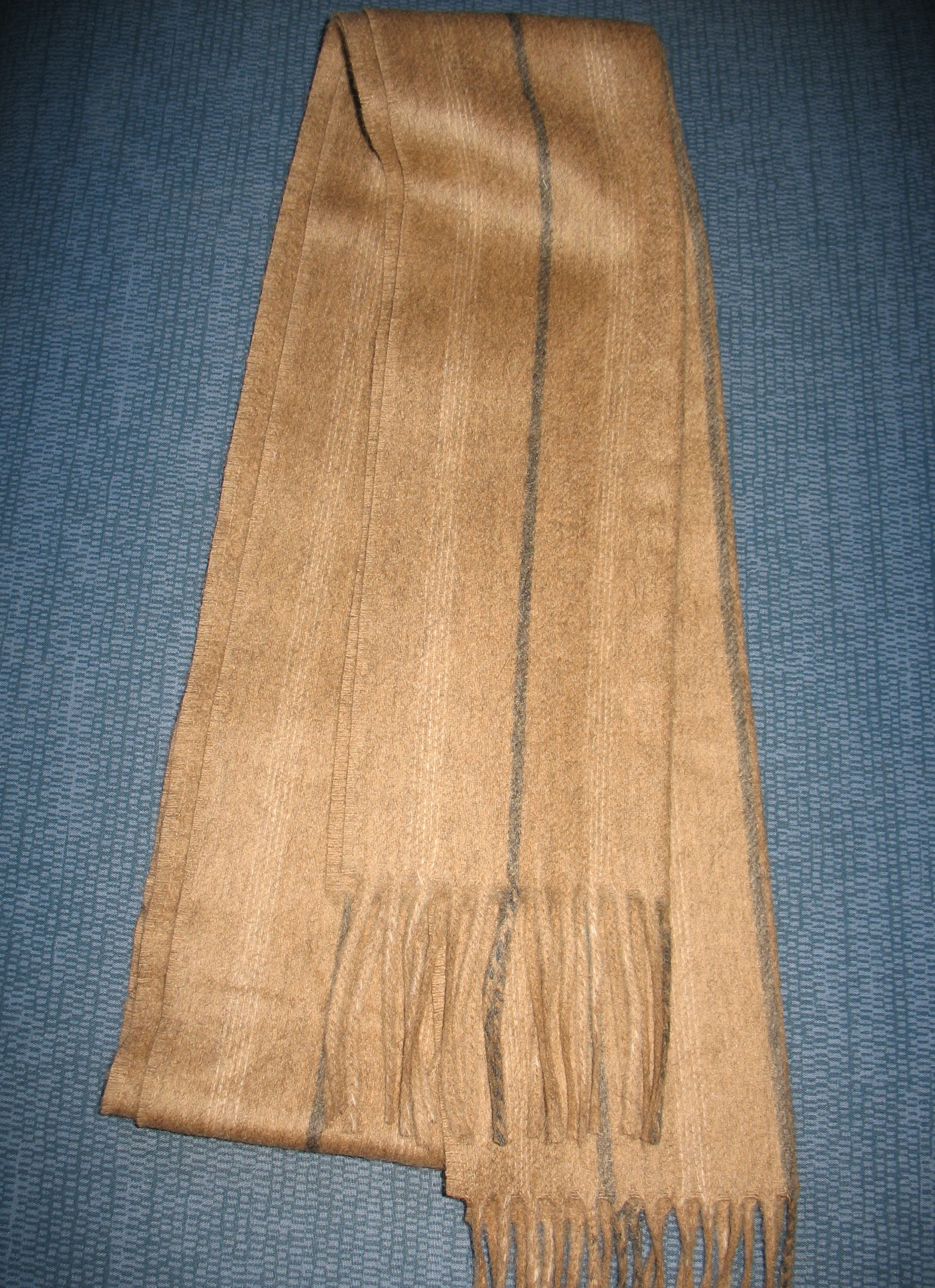
カシミヤの襟巻き

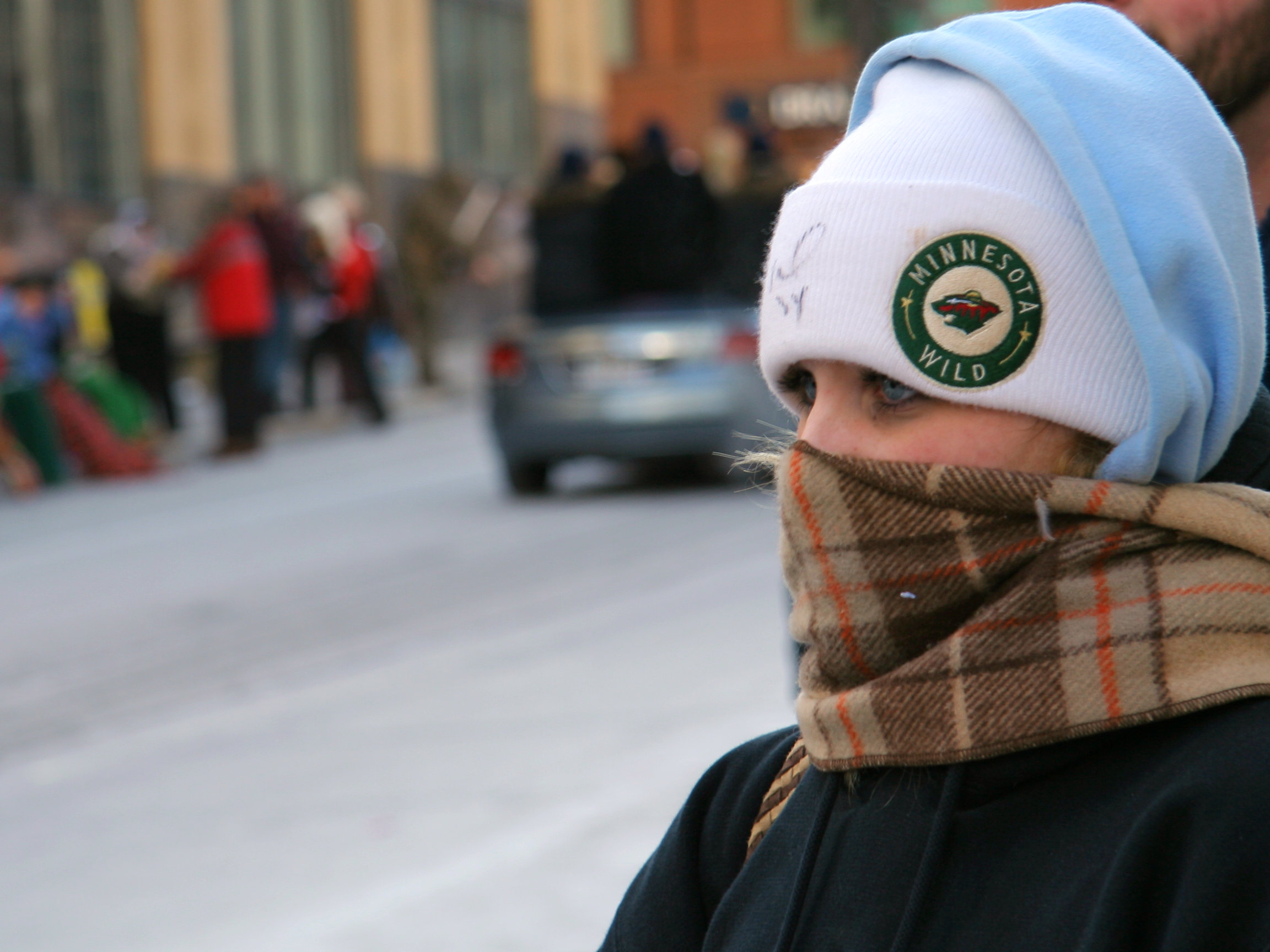
襟巻きを巻く人

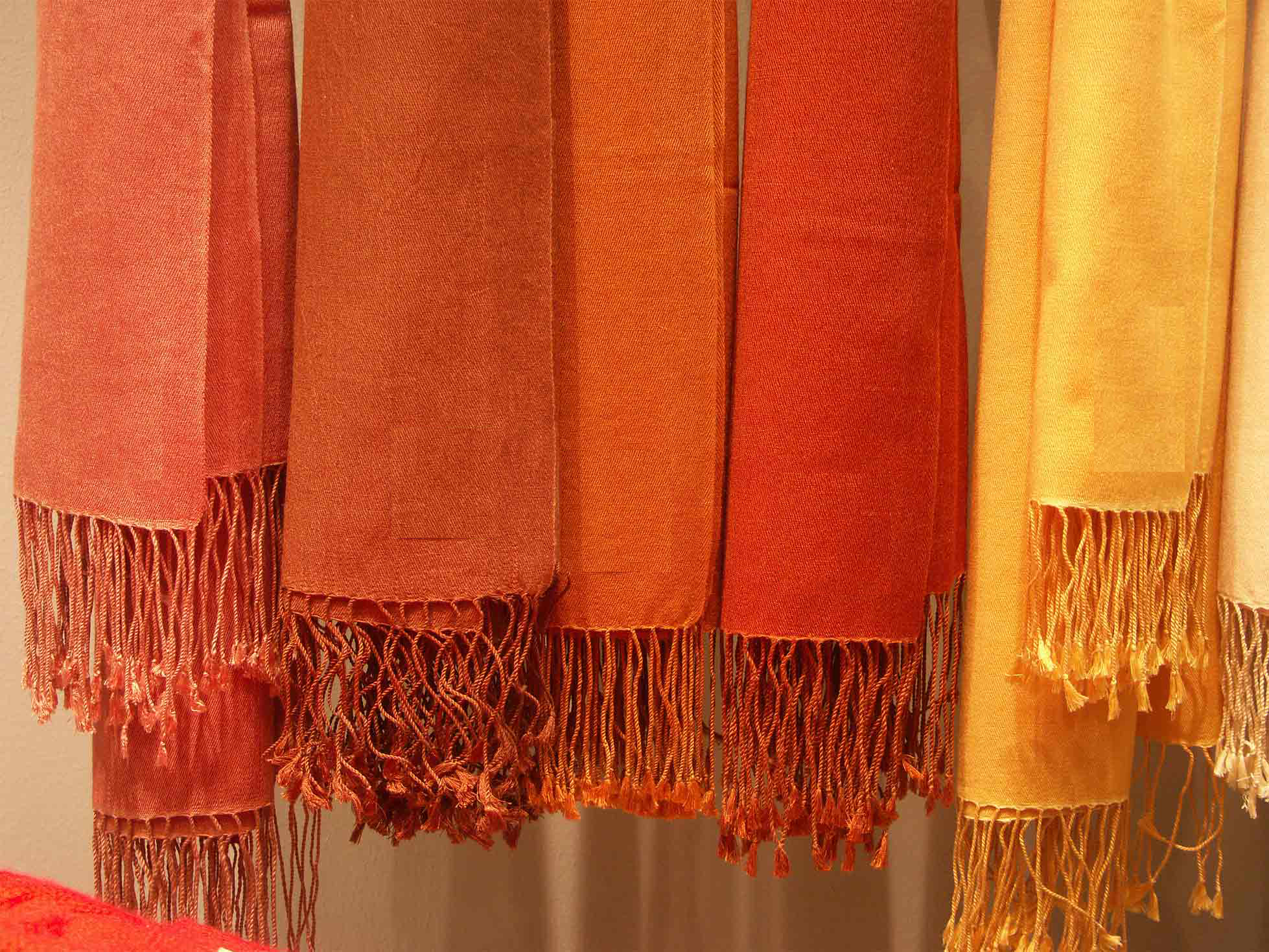

襟巻き（えりまき）・首巻き（くびまき）・マフラー（英語: muffler）は、首の周囲に巻く細長い長方形をした厚手の布。防寒具のひとつである。
素材は、ウール、絹などであるが、形状が単純であり、長さを間違えても支障がないため、手編みの初歩として毛糸を編んで作成することも多い。
アメリカやイギリス、オーストラリアなどで用いられる現代英語では「マフラー (muffler)」と言えばもっぱら原動機のマフラーを指すため、襟巻き・首巻きのことは英語では「スカーフ (scarf)」と呼ばれることが多い。ただし、Cambridge Dictionaryには防寒マフラーの意味も記載されているほか、mufflerはインド英語では首に巻くマフラーの意味で用いられているなど国により異なる。

## 歴史
西洋では15世紀頃にはマフラー（muffler）と呼ばれる小物があったが、首に巻く防寒具ではなく、女性が顔の下の部分を覆うために用いた布のことを指していた。首に巻く形態になったのは18世紀後半〜19世紀頃とされている。
日本では1873年（明治6年）のウィーン万国博覧会に絹製品を出品した椎野正兵衛商店の出品した物の記録に「諸種襟巻」の記載がある。また、日本ではイギリスなどから輸入されたテリー織のタオルが襟巻に使用され、1880年（明治13年）頃には大阪の井上コマが竹織によるタオル襟巻を製織した。1899年（明治32年）12月14日付の『東京朝日新聞』には「絹襟巻と手巾（ハンカチーフ）」の記事があるが、この「絹襟巻」はショールのことと考えられている。第二次世界大戦以前は、襟巻きは男物のというイメージがついていたが、1936年（昭和11年）頃には女性向けのマフラーが流行した。
『横浜輸出絹業史』によると日本では「初期には商習慣上正方形のものを総てマフラーと呼び、長方形のものをスカーフと呼んでいた」という。
第二次世界大戦後はアメリカ合衆国の輸出関税法の課税対象区分により、23インチ巾及び23インチ巾以上のもので、一平方碼（ヤード）あたり一オンス（八匁付）以上のものをマフラー、それ未満のものをスカーフまたはウェアリングアッパレルとし、形状ではなく絹の質量で区別された。

## 着装

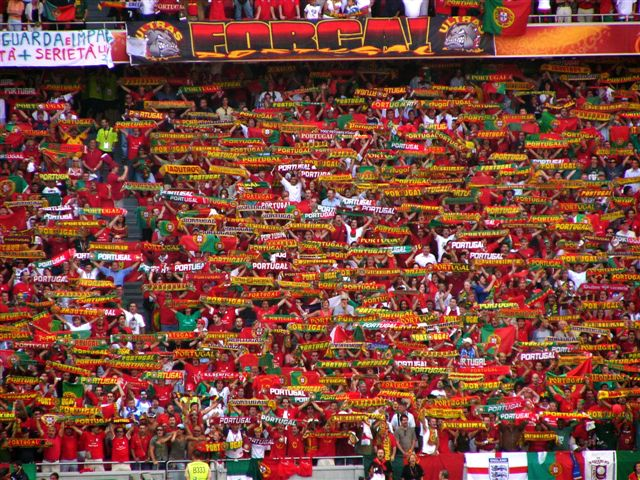
マフラーを掲げるサポーター

### 巻き方
マフラーの巻き方には、ワンループ巻き、ミラノ巻き（ピッティ巻き）、ネクタイ巻き、ニューヨーク巻きなどがある。

### パイロット
初期のロータリーエンジンは潤滑油が飛散するため、パイロットはゴーグルに付いた油を拭き取るためとして使っていた。エンジンの進化によって飛散は少なくなったが、高度が上がったため防寒用として常備していたため、パイロットのイメージが定着した。

### 事故
自転車やバイク、遊具などに巻き込まれて窒息事故が発生することがある。イサドラ・ダンカンの死因にもなった。

## 創作作品におけるマフラー
フィクションにおいては、登場人物がファッションとしてマフラーを身に着けることがしばしばあり、それが転じてキャラクターのトレードマークになることがある。例としては『サイボーグ009』の戦士、『仮面ライダー』の各主人公たちが挙げられる。
忍者ものの作品でも、同様の演出は見られる（首に長い布を巻いた『サスケ』など）。